# 田辺市警察
田辺市警察（たなべしけいさつ）は、かつて存在した和歌山県田辺市の自治体警察。

## 概要
従来の和歌山県警察部が解体され、1948年（昭和23年）3月7日に田辺市警察署が設置された。
1954年（昭和29年）に新警察法が公布された。これにより国家地方警察と自治体警察が廃止され、新たに都道府県警察として和歌山県警察本部が発足。田辺市警察も和歌山県警察に統合され、姿を消した。
田辺市警察の庁舎は上屋敷町にあった。田辺市警察の廃止後、庁舎は田辺市立図書館に転用された。